# Plandry
Plandry (deutsch Preitenhof) ist eine Gemeinde in Tschechien. Sie liegt fünf Kilometer nordwestlich des Stadtzentrums von Jihlava und gehört zum Okres Jihlava.

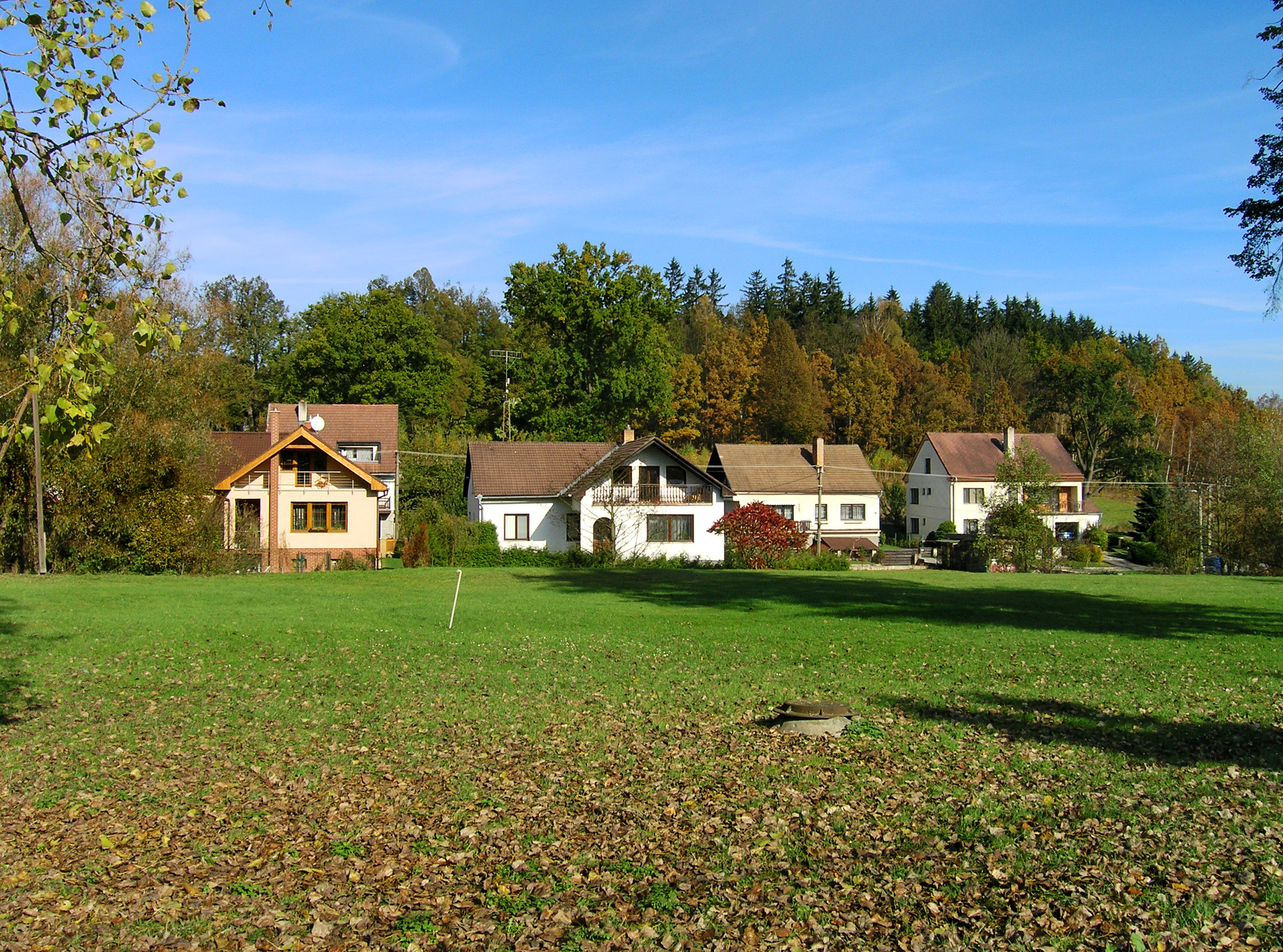
Plandry

## Geographie
Plandry befindet sich in der Böhmisch-Mährischen Höhe linksseitig der Jihlava an einem kleinen Zufluss. Der böhmische Ort liegt nördlich der durch die Jihlava gebildeten historischen Landesgrenze zu Mähren. Östlich des Dorfes verläuft die Straße von Jihlava nach Větrný Jeníkov.
Nachbarorte sind Šipnov und U Vašíčků im Norden, Hybrálec im Nordosten, Hamry und Bukovno im Osten, Staré Hory im Südosten, Horní Kosov, Hosov und Damle im Süden, Rantířov im Südwesten, Vyskytná nad Jihlavou im Westen sowie Bílý Kámen im Nordwesten.

## Geschichte
Das Gebiet links der Igel gehörte seit dem Mittelalter zu den Besitzungen des Klosters Seelau.
Die erste schriftlich Erwähnung von lipowy dwuor prope Iglaviam erfolgte 1458 im Zuge der Überlassung der seit den Hussitenkriegen verwaisten Seelauer Güter die Trčka von Lípa. Beim Lindenhof befand sich zu dieser Zeit bereits eine Kaskade von drei Bergwerksteichen. Der Ziegelteich, Höfischteich und Englischteich dienten der Aufschlagwasserversorgung der Altenberger (Staré Hory) Silberbergwerke. Eine weitere Silbergrube wurde am Hornický hrádek betrieben.
1596 verkauften die Trčka die Güter an die mährische Stadt Iglau, die den neu erworbenen Besitz zum Neuen Gut in Böhmen zusammenfasste. In den Iglauer Zehntregistern von 1604 und 1606 wurde der Hof nunmehr als Plattenhof bezeichnet. Ab 1630 ist eine Familie Brandl auf dem Plattenhof nachweisbar, nach denen der Hof in der Folgezeit als Brandelhof bzw. Brandenhof bezeichnet wurde. Auch der Name der zum Hof gehörigen Brandlmühle an der Igel leitet sich von dieser Familie ab. Bei der Besetzung Iglaus durch die Schweden wurde der Brandenhof verwüstet und lag von 1648 bis 1662 wüst. 1666 verkaufte Marie Brandl, die seit 1663 den Hof anstelle ihres dem Wahnsinn verfallenen Mannes Friedrich Brandl geführt hatte, den Brandenhof an Johann Sebastian von Pötting. Ihm folgte Johann Baptist Ritter von Minetti auf Windig Jenikau, von dem 1730 der Iglauer Tuchhändler Joseph Ignaz Zebo den Hof kaufte.
Zebo, der zwischen 1730 und 1734 an der Ostseite des Hofes ein barockes Schloss mit L-förmigem Grundriss erbauen ließ, wurde 1733 wegen seiner Verdienste als Lieferant von Uniformstoffen der k.k. Armee durch Karl VI. mit dem Prädikat von Braitenau in den Adelsstand und 1741 durch Maria Theresia in böhmischen Ritterstand erhoben. In dieser Zeit entstand der Name Breitenhof, der sich später in Preitenhof wandelte. Nach dem Tode von Joseph Ignaz Zebo Ritter von Braitenau wurde das Gut und Schloss Breitenhof 1765 öffentlich versteigert. Meistbietender war Anton Adolf Zebo Ritter von Brachfeld, ein Bruder des Verstorbenen.
In den 1770er Jahren erbte dessen Sohn Vinzenz den Besitz. 1778 ersteigerte Vinzenz Zebo Ritter von Brachfeld die Güter des Iglauer Siechenhofen sowie die Böhmische Mühle und schlug sie gemeinsam mit seiner Frau Aloisia, geborene Vančura von Řehnice, zu Preitenhof hinzu. 1810 erbte Vinzenz´s Tochter Aloisia († 1817) die Güter und brachte sie in die Ehe mit Emanuel Franz Freiherr Schirndinger von Schirnding (1782–1833) ein. Dessen Erbin und Tochter Aloisia heiratete 1835 nach Erreichen der Volljährigkeit den k.k. Kammerherrn Wenzel Peter II. Dobrženský von Dobrženitz auf Úhrov, Uhelná Příbram und Nejepín.
Nach der Aufhebung der Patrimonialherrschaften bildete Preitenhof ab 1850 einen Ortsteil der Gemeinde Deutsch Gießhübel im Bezirk Polna und ab 1878 im Bezirk Deutschbrod. Preitenhof gehörte zur Iglauer Sprachinsel und mehrheitlich von Deutschen bewohnt. 1862 erbte Aloisia Franziska Dobrženský von Dobrženitz, die Tochter Wenzel Peters II. das Gut und Schloss.
Sie starb 1897 und vermachte Preitenhof testamentarisch zu zwei Dritteln ihrem Neffen Karl Freiherr von Wiedersperg. Einen Anteil von einem Drittel erhielt ihr Bruder Wenzel Peter III., diesen erbte 1921 dessen Witwe Josefa Aloisia, geborene Proházka.
Nach der Gründung der Tschechoslowakei entstand in den 1920er Jahren der tschechische Name Plandry. Karl von Wiedersperg bekannte sich zur tschechischen Nationalität und engagierte sich für die Errichtung einer tschechischen Minderheitenschule in Preitenhof. Zugleich unterstützte er die Schaffung einer eigenen politischen Gemeinde Preitenhof / Plandry und die Loslösung von der rein deutschsprachigen Gemeinde Deutsch Gießhübel. In den 1930er Jahren übergab er die Güter in die Verwaltung seines Neffen Theodor Josef von Wiedersperg, der sich im Gegensatz zu seinem Onkel auf die Seite der Deutschen stellte. Er trat nach der deutschen Besatzung der NSDAP bei und wirkte als Regierungskommissär. Theodor Josef von Wiedersperg wurde nach dem Zweiten Weltkrieg zusammen mit der anderen deutschen Bevölkerung vertrieben.
Karl von Wiedersperg konnte in der Tschechoslowakei verbleiben und lebte bis zu seinem Tode bei Verwandten in Žamberk. Seinem letzten Wunsch zur Beisetzung in der Familiengrablege an der Kapelle des hl. Johannes von Nepomuk wurde nicht stattgegeben. Der größte Teil der Kunstschätze des Schlosses, wie Gemälde, die Porzellansammlung und Glassammlung wurden 1945 in das Museum in Jihlava verbracht.
Seit 1949 bildet Plandry eine politische Gemeinde im Okres Jihlava-okolí, seit 1961 gehört sie zum Okres Jihlava. Das Schloss und Gut wurden in der zweiten Hälfte des 20. Jahrhunderts als staatliches Saatzuchtgut (Státní semenárský statek) und danach von der landwirtschaftlichen Produktionsgenossenschaft JZD Hybrálec bewirtschaftet, wobei alle erforderlichen Erhaltungsmaßnahmen unterblieben. Nach einer Untersuchung im Jahre 1989, bei der festgestellt wurde, dass die Statik des zur Ruine verkommenen Schlosses stark beeinträchtigt und das Bauwerk gesundheitsgefährdende Mängel aufwies.
Wegen des offensichtlichen Interesses des Besitzers an einem Abriss beantragte Ladislav Vilímek vom Museum Jihlava den Schutz des Schlosses Plandry als Nationales Kulturdenkmal und konnte so den Abriss vorerst verhindern. 1990 stürzte eine hohe Linde in die Westseite des Schlosses. Daraufhin wurde das Schloss geräumt und die letzten Mieter zogen aus. Am 11. November 1991 wurde das Schloss Plandry unter Nr. 8423 in die Liste nationaler Kulturdenkmäler aufgenommen. Der Rechtsnachfolger der JZD Hybrálec, AGRO Jihlava, verkaufte am 9. April 1996 die Gebäude des Gutes und Schlosses Plandry, und schließlich im August desselben Jahres die zugehörigen Grundstücke an eine ausländische Privatperson, die den Abriss und eine Nutzung als Bauland beabsichtigte. Dem im August 1996 gestellten Abrissantrag wurde im Jahr darauf stattgegeben und das Schloss 1998 abgetragen.
Seit 2005 führt die Gemeinde ein Wappen und Banner.

## Ortsgliederung

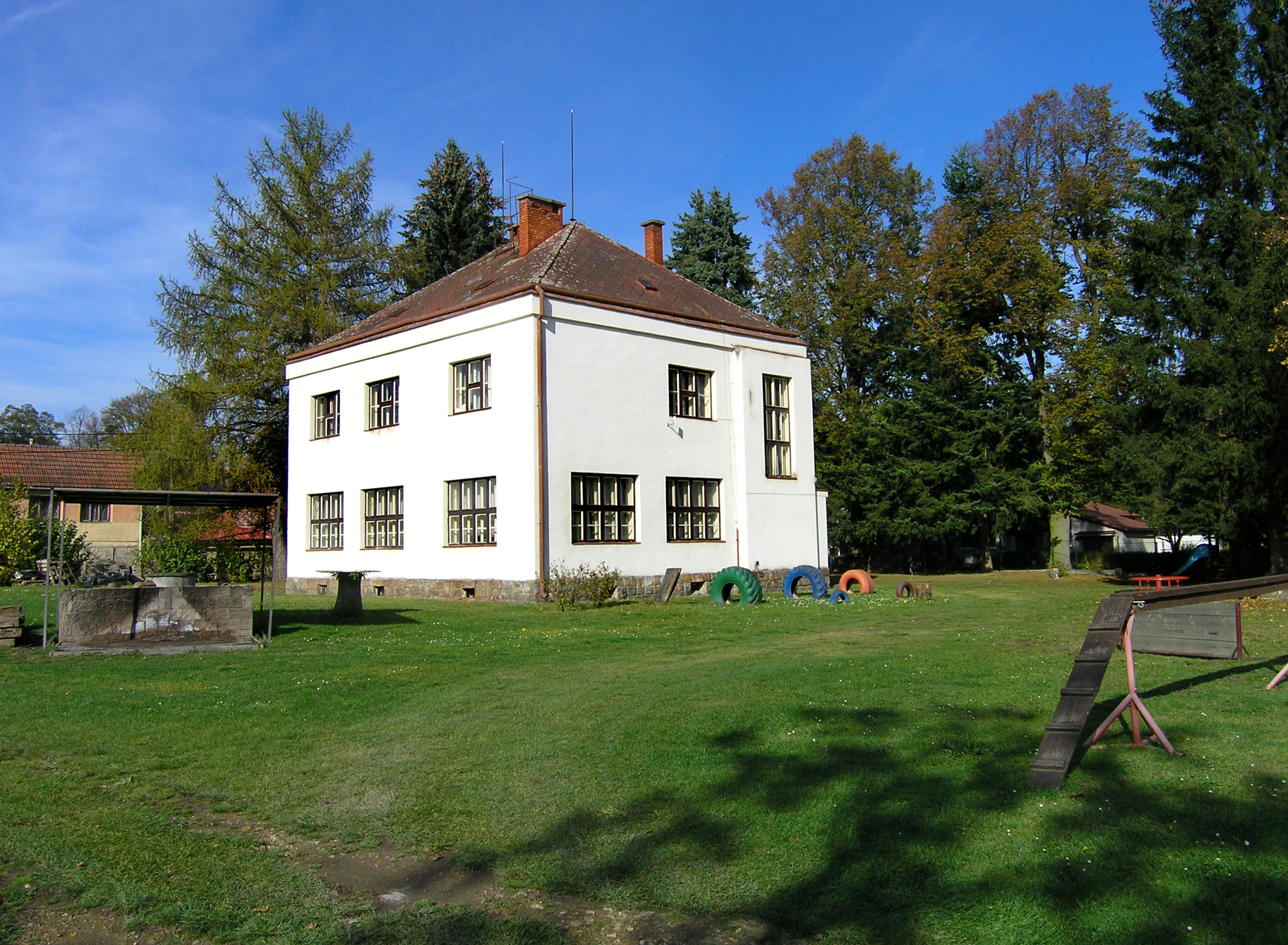
Gemeindeverwaltung

Für die Gemeinde Plandry sind keine Ortsteile ausgewiesen. Zu Plandry gehört die Einschicht Brandlův Mlýn (Brandlmühle).

## Sehenswürdigkeiten
- Zaječí skok (Hasensprung), Felsformation und Naturreservat in einer Flussschleife rechtsseitig Jihlava, südlich des Dorfes. Das 1933 errichtete Naturreservat ist das älteste in der Böhmisch-Mährischen Höhe und hat eine Fläche von 1,5 ha.
- Kapelle des hl. Johannes von Nepomuk, umgeben von Mauer mit fünfeckigen Grundriss mit fünf Nischenkapellen, errichtet zwischen 1738 und 1739 für Joseph Ignaz Zebo als Wallfahrtskapelle im Wald östlich über dem Schloss. Sie ist wahrscheinlich ein Werk von Donatius Theodor Morazzi, der dabei im Stile von Johann Blasius Santini-Aichl (1677–1723) baute. Das Deckenfresko stammt von Siard Nosecký. An der Nordwand der Kapelle entstand bis 1826 das von Wenzel Prachner geschaffene Grabmal für die 1817 verstorbene Aloisia Schirndinger von Schirnding. Nachfolgend diente die Kapelle als Grablege der Besitzer des Schlosses Preitenhof, der Grafen Dobrženský von Dobrženitz
- Schlosspark Engliš mit Ruine des Wirtschaftshofes, einem Speicher und zwei Teichen
- Statue des hl. Johannes von Nepomuk, am ehemaligen Schloss, geschaffen 1734
- Burgstall Hornický hrádek, südwestlich des Dorfes bei der Brandlův Mlýn
- Bergwerksteiche und ehemaliger Kunstgraben zur Aufschlagwasserversorgung der Altenberger Gruben